# Adalbert Lidmansky

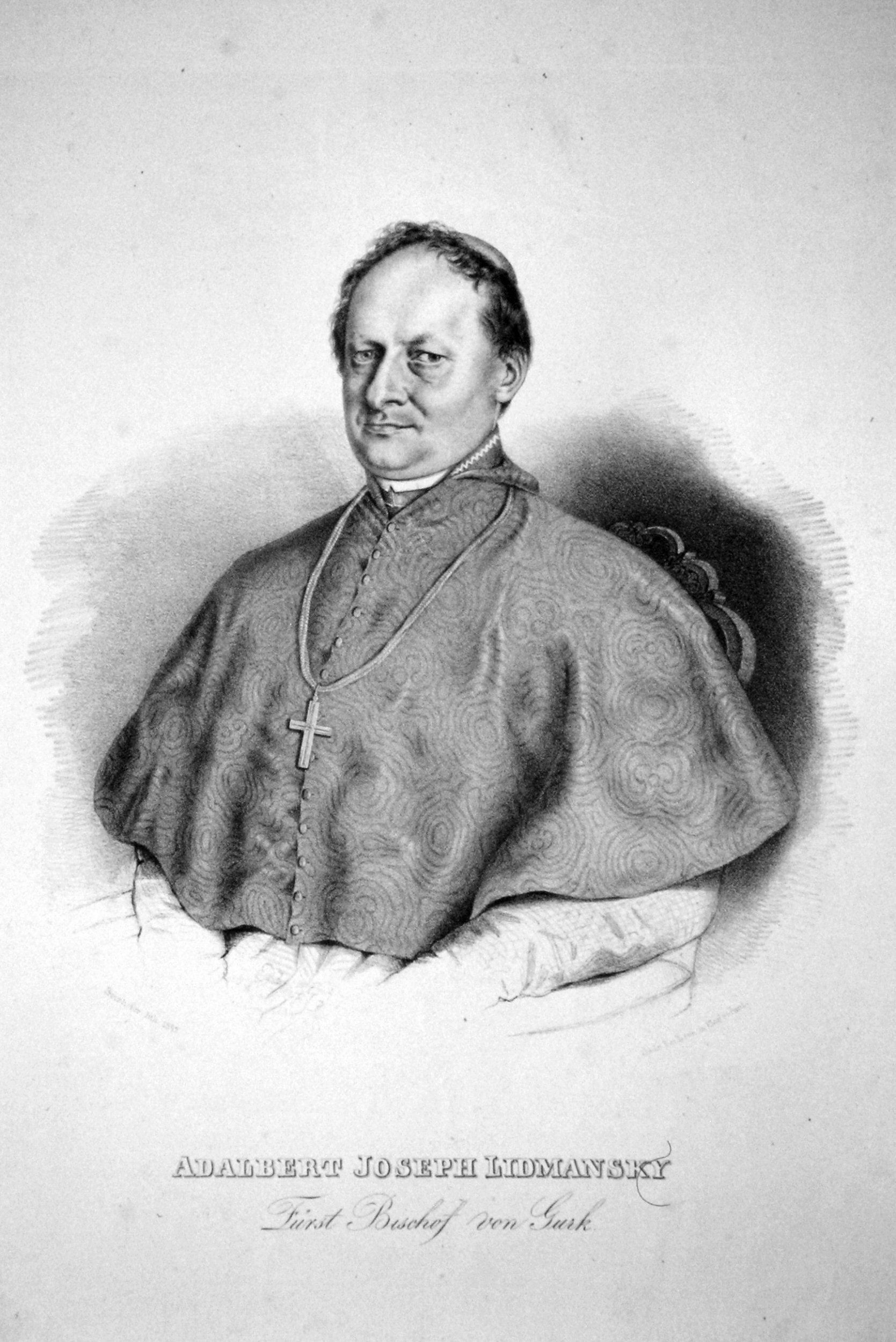
Adalbert Lidmansky, Lithographie von August Prinzhofer, 1842

Adalbert Lidmansky (* 12. April 1795 in Neuhaus in Böhmen; † 23. Juli 1858 in Klagenfurt) war Bischof von Gurk.

## Leben
Adalbert Lidmansky wurde als Sohn eines Tuchmachers in Böhmen geboren. Er besuchte das Gymnasium in Neuhaus (tschech. Jindřichův Hradec) und studierte anschließend in Budweis Philosophie und Theologie. Im Jahr 1818 wurde er zum Priester geweiht. Er wirkte zunächst als Kurator und Prediger an der Kathedrale von Budweis und fungierte von 1821 bis 1827 als bischöflicher Konsistorialsekretär. 1827 wurde er als Konsistorialrat an das bischöfliche Ordinariat berufen und wurde 1832 Domherr. 1838 wurde er in Prag Gubernialrat. Am 13. Mai 1842 ernannte Kaiser Ferdinand I. Lidmansky zum Fürstbischof von Gurk, am 30. Oktober 1842 wurde er im Salzburger Dom zum Bischof geweiht und am 20. November wurde er im Klagenfurter Dom inthronisiert.
Der durch die geistliche Bürokratie des Josephinismus hindurchgegangene Bischof war besonders auf eine ordentliche Führung der kirchlichen Geschäftsordnung bedacht, an seinen Namen knüpft sich die Begründung des bischöflichen Verordnungsblattes, das von nun an wöchentlich zu erscheinen hatte. Im Jahre 1844 begrüßte er das aus Italien kommende Kaiserpaar in Pontafel und las für sie eine Messe. In seine Regierungszeit fiel auch die Revolution von 1848, die sich auch auf Klagenfurt und die Diözese Gurk auswirkte. So endete in diesem Jahr auch die letzte weltliche Machtbefugnis des Bistums, als die Marktgemeinde Grades, an deren Spitze bis dahin der bischöfliche Marktrichter stand, einen gewählten Bürgermeister erhielt. Im selben Jahr nahm Lidmansky an einer Versammlung der österreichischen Bischöfe in Wien teil und wurde vom neuen Kaiser Franz Joseph I. in Audienz empfangen. Fünf Wochen später erhielt Lidmansky einen Schlaganfall, der ihn halbseitig lähmte, erst zwei Jahre später hatte er sich so weit erholt, dass er wieder eine Messe lesen konnte. Im selben Jahr, 1850, stattete der junge Kaiser der Stadt Klagenfurt einen Besuch ab.

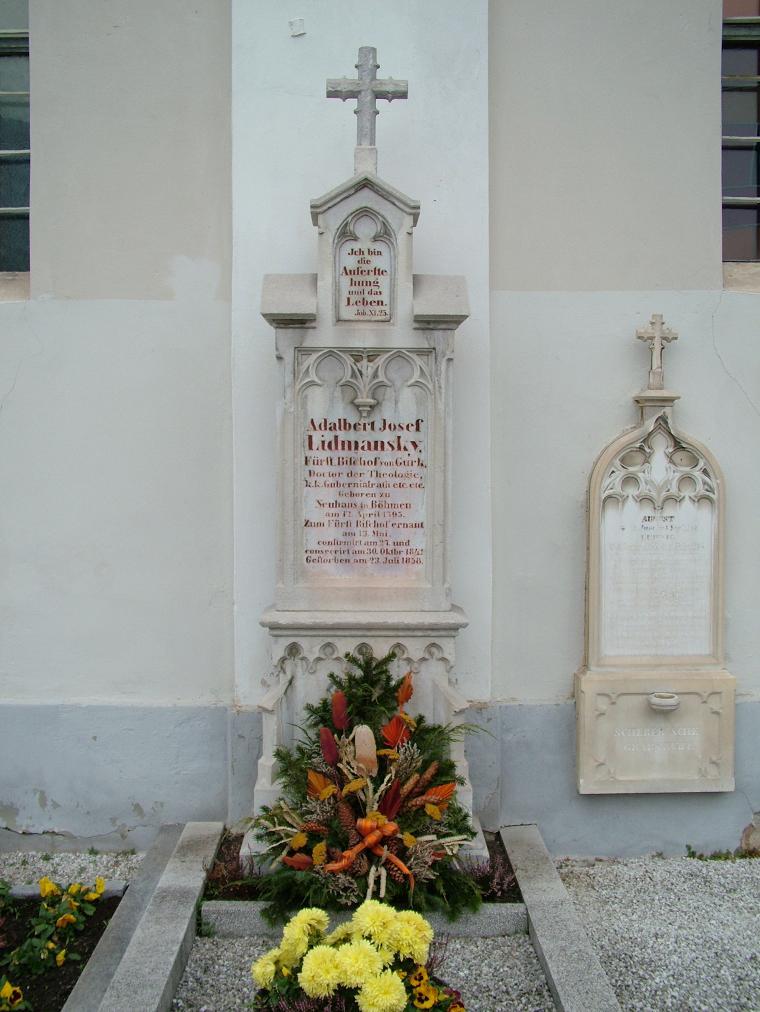
Grabstätte Bischof Lidmansky

Große Sorgen bereiteten dem Bischof zeitlebens die finanziellen Schwierigkeiten der Diözese, deren Situation er nur allmählich lindern konnte. 1855 erfolgte in Wien die Unterzeichnung des Konkordates mit dem heiligen Stuhl, der Gurker Bischof konnte aufgrund seiner steten Kränklichkeit nicht teilnehmen. Am 2. September 1856 stattete das junge Kaiserpaar seinen zweiten Besuch in Klagenfurt ab und Bischof Lidmansky las die Messe in der Burg.
Seit 1856 ging es mit der Gesundheit des Bischofs stetig bergab, so dass er seine bischöflichen Funktionen nur noch mit Mühe verrichten konnte. Im Jahre 1858 verstarb er nach einem erneuten Schlaganfall und wurde auf eigenen Wunsch auf dem Klagenfurter Friedhof St. Ruprecht an der Kirchenmauer beigesetzt. Die Hälfte seines beträchtlichen Vermögens vermachte er den Armen. Die Lidmanskygasse in der Klagenfurter Innenstadt wurde nach ihm benannt.